# Маркус Лі
Маркус Лі (норв. Markus Lie, 21 червня 1995) — норвезький плавець. Учасник Чемпіонату світу з водних видів спорту 2017, де в попередніх запливах на дистанції 100 метрів вільним стилем посів 35-те місце і не потрапив до півфіналу.